# Железнодорожная линия Курагино — Кызыл
Железная дорога Курагино — Кызыл — проект строительства железной дороги длиной 411,7 километра по проектной документации, которая должна связать Тыву с Красноярским краем и железнодорожной сетью России. Первая железная дорога в Туве.
Предполагается, что железная дорога позволит расширить возможности транспортной сети России, решит проблему освоения месторождений Тувы. Также ожидается, что в результате её строительства в Туве появится около 10 тысяч новых рабочих мест.
Строительство дороги начато в 2011 году, но был построен только 1 км пути около города Кызыла. Из-за финансово-экономического кризиса в России строительство было остановлено.
В 2017 году на Восточном экономическом форуме объявлено, что строительство возобновится в ближайшие годы. Основную роль в реализации и бюджетировании проекта будет играть государство в лице РЖД, при участии частного капитала. Магистраль планируется продлить до границы с Монголией для того, чтобы связать её с железнодорожной сетью Монголии и Китая.
Стоимость проекта составляет более 100 млрд рублей.

## Археологические раскопки в зоне трассировки
В связи со строительством железной дороги Кызыл — Курагино, с 2012 года в долине реки Усы проводятся масштабные археологические раскопки в соответствии с законом «Об охране культурного наследия» Российской Федерации. Раскопки ведутся несколькими независимыми группами археологов. Одна из экспедиций организована Русским географическим обществом совместно с Сибирским федеральным университетом (лагерь «Ермак»), также работает экспедиция Хакасского государственного университета совместно с археологами из Петербурга.
В результате удалось выявить значительное число памятников, так или иначе связанных с проектируемой трассой. В большинстве случаев они обнаружены в зоне предполагаемого землеотвода инфраструктуры железной дороги или вблизи него и могут быть уничтожены или серьёзно пострадать в ходе строительных работ.
Археологические раскопки в долине реки Ээрбек, притоке Енисея, в Кызылском районе Тывы, на захоронениях раннескифского времени завершены в 2020 году.

## Финансирование
Комплексный проект железной дороги и угледобывающего комплекса, как предполагается, потребует инвестиций в размере 131 миллиард рублей, из которых 98,4 млрд рублей расчётная стоимость строительства железной дороги в равных долях за счёт государства и частного инвестора ОПК. Предполагается, что грузооборот дороги составит 15 миллионов тонн в год.
В 2010 году в связи с проблемами ОПК, партнёра по строительству, проект застопорился. В этом же году с аукциона были проданы последние крупнейшие угольные участки Улуг-Хемского месторождения, не продан лишь участок «Западный» Центральной части месторождения, владельцами которых стали Evraz и «Северсталь». Благодаря усилиям[каким?] премьер-министра В. В. Путина был создан новый консорциум по строительству железной дороги. В него вошли: Енисейская промышленная компания, Северсталь, Evraz, Минрегионразвития, Росжелдор и правительство Республики Тува. Государство выделит на реализацию проекта 89 млрд рублей, что составляет половину стоимости в текущих ценах. «Северсталь» предполагает участие в проекте совместно с индийской корпорацией National Mineral Development Corporation Limited. Полноценное участие Енисейской промышленной компании остаётся под вопросом, так как ОПК ищет для неё нового собственника. Остаётся неясным вопрос о проекте с железной дороги. Участники консорциума не определились в точных цифрах добычи угля, а одобренный Главгосэкспертизой России первоначальный проект дороги предполагал участие только одной компании ОПК и представляет собой проект железной дороги 3-го класса с возможными грузоперевозками в 15 млн тонн в год. При работе трёх компаний, на основе имеющейся информации, может потребоваться пропускная способность дороги в 55-60 млн тонн (железная дорога 1 класса). Это может вызвать необходимость разработки нового проекта. К этому прибавляется загруженность Южсиба на участке Междуреченск — Тайшет. На 2010 году загруженность дороги составляет 85 %, при допустимом уровне в 80 %. Дальнейший рост уровня перевозок представляется проблематичным без серьёзной модернизации этого участка. Стоимость реконструкции участка Междуреченск — Тайшет оценивается в 116 млрд рублей.

## Хронология
22 марта 2007 года — Правительство РФ одобрило реализацию проекта по строительству железнодорожной линии Курагино — Кызыл в увязке с освоением минерально-сырьевой базы республики.
18 декабря 2007 года — распоряжением Председателя Правительства РФ Виктора Зубкова утверждён паспорт проекта строительства железной дороги Курагино — Кызыл.
15 февраля 2008 года — Внешэкономбанк и Енисейская промышленная компания подписали меморандум о начале финансирования проектно-изыскательских работ и строительстве магистрали.
7 июня 2008 года — Федеральное агентство железнодорожного транспорта и Енисейская промышленная компания подписали инвестиционное соглашение о реализации инвестиционного проекта «Строительство железнодорожной линии Кызыл — Курагино в увязке с освоением минерально-сырьевой базы Республики Тыва».
11 марта 2010 года — появилось сообщение о том, что институт «Томгипротранс» завершил проект дороги и направил его на согласование в Главгосэкспертизу. По проекту длина трассы должна составить 411,7 км. Она будет однопутной и неэлектрифицированной.
29 декабря 2010 года — первоначальный проект железной дороги Курагино — Кызыл (3 класс, пропускная способность 15 млн тонн в год) получил положительное заключение Генэкспертизы России.
Летом 2011 года в районе запроектированного строительства Институтом истории материальной Культуры РАН при поддержке волонтёров Русского географического общества и студентами ТувГУ, ТИГИ, Новосибирска и Москвы начаты полномасштабные археологические раскопки для сохранения культурного наследия региона. Открыл сезон Президент РГО С. К. Шойгу.
На конец октября 2011 года намечено начало строительства железной дороги.
14 ноября 2011 года объявлен конкурс на право заключения государственного контракта на разработку рабочей документации и строительство объекта: "Строительство железнодорожной линии Кызыл — Курагино в рамках инвестиционного проекта «Строительство железнодорожной линии Кызыл — Курагино в увязке с освоением минерально-сырьевой базы Республики Тыва». 1 этап. Участок Курагино — 147 км общей стоимостью 47,442 млрд руб.
15 декабря 2011 года победителем в открытом конкурсе на право заключения государственного контракта на разработку рабочей документации и строительство железнодорожной линии Кызыл — Курагино, 1 этап, участок Курагино — 147 км признано ООО «Стройновация» с ценой государственного контракта 44 305 688 113 руб. Второе место присвоено ОАО «Ямалтрансстрой».
20 декабря Председатель Правительства России Владимир Путин вбил первый золотой символический костыль в шпалу на строящейся железной дороге около Кызыла, на участке, который строится на средства Енисейской промышленной компании. 
16 апреля 2012 года Енисейская промышленная компания выбрала строителя для второго, самого большого (254 км) и дорогого (85,7 млрд руб) участка железной дороги Кызыл — Курагино: омское НПО «Мостовик».
1 июня началось строительство участка железной дороги, финансируемого Енисейской промышленной компанией.
4 сентября было объявлено о постройке первого километра основного пути будущей станции Кызыл-Грузовой.
Во второй половине 2012 года в Енисейской промышленной компании (ЕПК) были выявлены значительные скрытые долги, которые являются непогашенным кредитом со стороны Межпромбанка. В связи с этим ЕПК начала испытывать значительные финансовые трудности, в том числе и в плане финансирования проекта строительства железной дороги Курагино — Кызыл. В конце августа в Арбитражном суде Республики Тыва началось рассмотрение иска о банкротстве Енисейской промышленной компании. В начале сентября одновременно с сообщением об укладке первого километра основного пути на будущей станции Кызыл-Грузовой стало известно, что НПО «Мостовик», являющееся подрядчиком на строящемся ЕПК участке дороги, судится с ЕПК по поводу оплаты выполненных работ. Виктор Толоконский, представитель президента в СибФО, в середине 2012 года подтвердил продолжение работы над проектом строительства. В ноябре 2012 года глава Тувы Шолбан Кара-оол заявил, что правительство республики работает над созданием нового консорциума частных инвесторов. Ранее уже рассматривался вариант участия в консорциуме Evraz и Северсталь, которым уже принадлежат участки Улуг-Хемского угольного бассейна.
По итогам 2012 года на участке, финансируемом государством, не выполнено никаких работ. В течение всего года велась лишь разработка рабочей документации и изыскания на маршруте будущей дороги.
На Красноярском экономическом форуме 2013 года подписано соглашение о строительстве железнодорожной линии Курагино — Кызыл, подрядчиком строительства станет НПО «Мостовик», стоимость строительства составит 195 млрд руб.
3 апреля 2014 года на заседании правительства РФ министр обороны России Сергей Шойгу предложил расширить проект строительства железнодорожной линии Элегест — Кызыл — Курагино, который реализует компания ТЭПК. По словам Шойгу от Кызыла железная дорога может быть продлена в Западную Монголию, в Урумчи и далее в Китай, а оттуда уже в любую сторону — в Пакистан или в Индию. С учётом загруженности Транссиба и БАМа реализация предложения Сергея Шойгу позволит в полной мере раскрыть потенциал железнодорожной линии Элегест — Кызыл — Курагино, а также откроет России дополнительные ворота в страны Азии, что обеспечит значительное увеличение товарооборота и дополнительный приток инвестиций.
В 2017 году, на Восточном экономическом форуме объявлено, что строительство возобновится в ближайшие годы. Основную роль в реализации и бюджетировании проекта стоимостью более 100 млрд рублей будет играть государство в лице РЖД, при участии частного капитала. Магистраль планируется продлить до границы с Монголией для того, чтобы связать её с железнодорожной сетью Монголии и Китая.
В августе 2019 года генеральный директор РЖД О. В. Белозёров, генеральный подрядчик стройки, заявил, что работы начнутся уже в этом году, а в следующем стройка приобретёт размах. Для этого есть все основания — подписаны договоры с финансирующими организациями.
Тем не менее, на протяжении 2020 года никаких работ не велось, однако стало известно, что по итогам конкурса, организованного заказчиком РЖД, главным проектировщиком железнодорожной ветки Курагино — Кызыл станет петербургский институт «Инженерная группа „Стройпроект“» (стоимость контракта 5,4 млрд рублей). Задача подрядчика: определить места возведения искусственных сооружений, включая виадуки, тоннели, мосты, разъезды и станции, а также ответвление на Элегестское месторождение, внести эти корректировки в документы по планировке. Для этого инженерам предстоит пройти 410 километров. Срок исполнения всех работ, согласно конкурсной документации: август 2021 года.
26 марта 2021 года Правительство Российской Федерации распорядилось отложить строительство на 5 лет, до 2026 года.

## Маршрут
Согласно проекту, общая длина магистральной трассы составит 411,7 км, из которых 288 км пройдут по территории Красноярского края, 123,7 км — по территории Республики Тува. Железная дорога пройдёт в районе населённых пунктов Бугуртак, Качулька, Подгорный, Верхний и Нижний Кужебар в Красноярском крае, а также Аржаан и Ээрбек в Туве. Было дано согласие на прокладку железной дороги по территории природного парка «Ергаки», благодаря чему удалось сократить общую длину трассы почти на 50 км. При строительстве будет использован опыт прокладки железных дорог по территории охраняемых природных территорий в Канаде. Также трасса пройдёт по территории широко известной Долины царей. Общий маршрут согласован со всеми заинтересованными сторонами и практически не нанесёт ущерба имеющимся захоронениям.
Дорога спроектирована как однопутная неэлектрифицированная, на ней предполагается построить семь станций, 12 разъездов, 830 искусственных сооружений, в том числе 180 мостов общей длиной 21 тыс. 248 метров, а также семь тоннелей общей длиной 4 тыс. 751,9 метров.
В видеопрезентации вместо озвученного тоннеля через Уюкский хребет дорога проложена в долине Большого Енисея и подходит к Кызылу со стороны паромной переправы возле посёлка Черби.
Станции и разъезды согласно генеральному проекту:
ст. Курагино (Железнодорожная линия Абакан — Тайшет) 53°53′31″ с. ш. 92°44′31″ в. д.,
ст. Курагино-2стр,
рзд. Копьстр,
ст. Нижний Кужебарстр,
рзд. Кужебарстр,
ст. Черная Сопкастр,
рзд. Назаровскийстр,
рзд. Каменный ключстр,
рзд. Малый Тайгишстр,
рзд. Мет-Кульстр (перевал Саянского хребта (в границах природного парка «Ергаки», по берегу озера Художников),
рзд. Метугул-Тайгастр (перевал Саянского хребта (в границах природного парка «Ергаки», по берегу озера Художников),
рзд. Усть-Буйбастр,
ст. Араданстр,
рзд. Омулстр,
рзд. Маралийстр,
рзд. Куртушибинскийстр (перевал Куртушибинского хребта),
ст. Аржаанстр,
рзд. Арзакстр,
рзд. Уюкскийстр (перевал Уюкского хребта),
рзд. Кара-Чоогастр,
ст. Кызыл-Грузовойстр 51°41′02″ с. ш. 94°11′21″ в. д.,
ст. Кызыл-Пассажирскийстр.

### Место размещения начальной точки
Предполагается, что начальной точкой железной дороги станет правый берег реки Тубы, вблизи станции Курагино Красноярской железной дороги. Частично дорога пройдёт параллельно федеральной автомобильной дороге Р-257 «Енисей».

### Место размещения конечной точки
Конечной точкой дороги станет правый берег Верхнего Енисея, в пригороде Кызыла. Конечная точка станет исходным пунктом строительства в дальнейшем ветки до шахты Красная горка, расположенной в 40 км к западу от города, около устья реки Элегест. Кроме того, предполагается строительство ветки до Каа-Хемского угольного разреза.